# Christian Manon

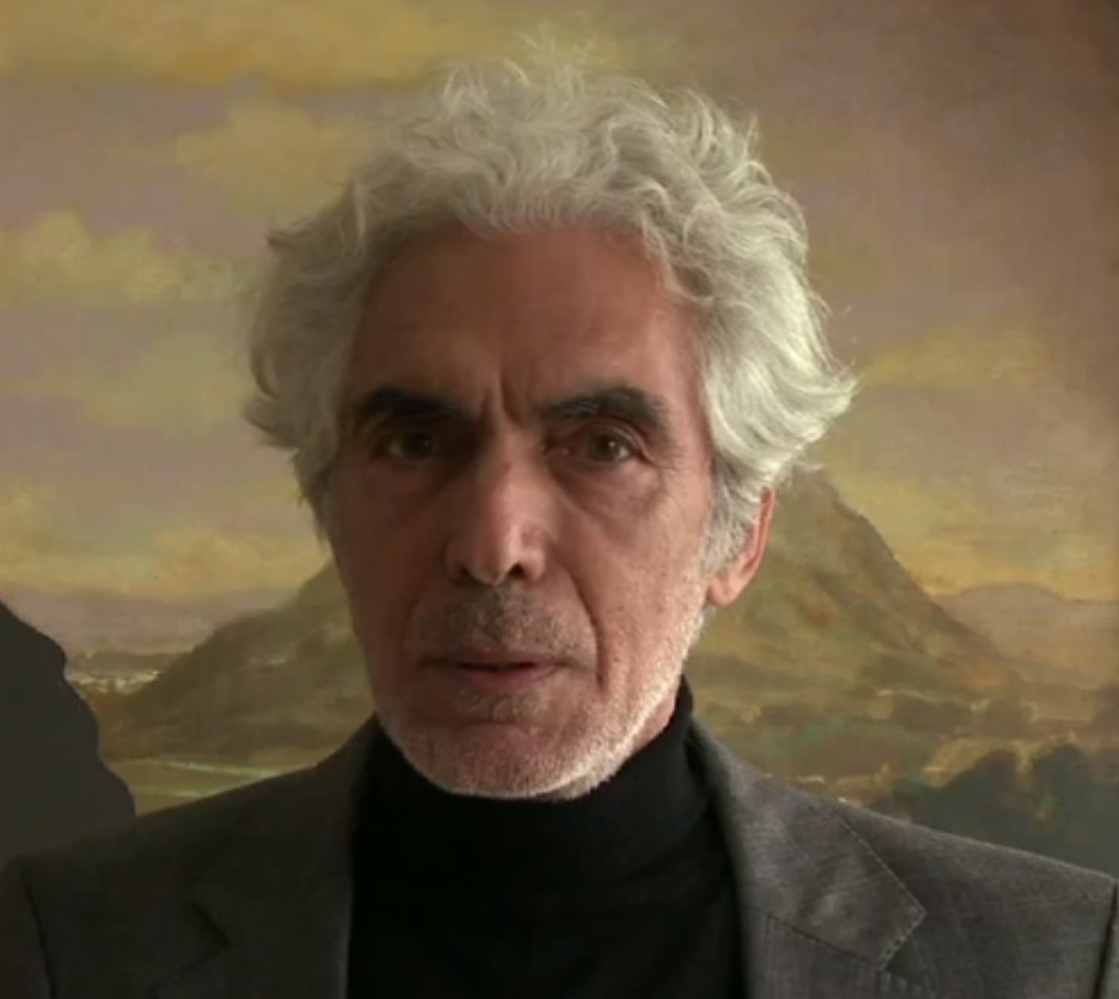
Christian Manon, 2013

Christian Manon (* 5. Januar 1950) ist ein französisch-australischer Schauspieler. Er lebt in Sydney.

## Leben
Manon hat in fünf Bühnenproduktionen mit der Sydney Theatre Company als auch in König Lear von der Bell Shakespeare Company unter der Regie von Barrie Kosky, mit der Belvoir (Theatergruppe) und Jean-Pierre Mignons Australian Nouveau Theatre (Anthill) mitgespielt. Während eines zweijährigen Aufenthalts beim Sidetrack-Theater spielte er in sechs Theaterstücken. Er tourte durch Australien und Neuseeland für den Produzenten John Frost in Noël Cowards Theaterstück Fallen Angels mit Hayley Mills and Juliet Mills.
Des Weiteren gibt es eine Reihe von Fernsehauftritten, die im Jahr 1982 mit Bodyline begann und BackBerner, All Saints, Stupid, Stupid Man, An Accidental Soldat, Die Chaosfamilie (Packed to the Rafters), A Place to Call Home und Australien: The Story of Us umfasst.
Zu den bemerkenswerten Kurzfilmen gehören John Currans ikonisches Down Rusty Down sowie Fallers, Gödel Incomplete und A Farewell Party.
Zu seinen Filmen zählen Einstein Junior, The Punisher, Oscar and Lucinda, Schweinchen Babe in der großen Stadt, Mission: Impossible II und Königin der Verdammten.
Manon hat vielen Sendungen von ABC Radio und Radio National seine Stimme geliehen.

## Filmografie
- 1988: A Country Practice (Fernsehserie)
- 1988: Emma: Queen of the South Seas (Fernsehserie)
- 1988: Die Känguru-Lady (Outback Bound) (Fernsehfilm)
- 1988: Einstein Junior (Young Einstein)
- 1989: Der Punisher (The Punisher)
- 1996: Down Rusty Down
- 1997: Oscar und Lucinda
- 1998: A Difficult Woman (Fernsehserie)
- 1998: Schweinchen Babe in der großen Stadt (Babe: Pig in the City)
- 1999: Bondi Banquet (Fernsehserie)
- 2000: Mission: Impossible II
- 2001: Head Start (Fernsehserie)
- 2002: Königin der Verdammten (Queen of the Damned)
- 2006: All Saints
- 2006: Supernova (Fernsehserie)
- 2007: Fallers
- 2007: Stupid Stupid Man (Fernsehserie)
- 2012: Dead Europe (Νεκρή Ευρώπη)
- 2013: Die Chaosfamilie (Fernsehserie, eine Episode)
- 2013: An Accidental Soldier (Fernsehfilm)
- 2013: Gödel Incomplete (Kurzfilm)
- 2014: A Place to Call Home (Fernsehserie, eine Episode)
- 2014: A Farewell Party (Kurzfilm)
- 2015: Australia: The Story of Us (Fernsehdoku, eine Episode)